# Годинники (роман Агати Крісті)
«Годинники» (англ. The Clocks) — роман англійської письменниці Агати Крісті, у якому, крім основної детективної лінії, присутні елементи шпигунського й любовного романів. Уперше опублікований 7 листопада 1963 рок.

## Сюжет
Дія роману розвертається у вигаданому провінційному англійському місті і в Лондоні. В основі сюжету лежить розслідування вбивства невідомого чоловіка, тіло якого було за дуже незвичайних обставин знайдено в будинкові старої сліпої вчительки, що жила на самоті.
Розслідування злочину здійснюють місцеві поліцейські детективи Дік Хардкастл і його друг Колін Лемб, агент британської контррозвідки, що випадково з'явився біля будинку, де перебувало тіло вбитого, у мить його виявлення.
У другій половині книги до розслідування доєднюється також Еркюль Пуаро, що живе на самоті у своїй лондонській квартирі й проводить час за читанням американських і французьких детективних романів. Попри те, що фізично він не бере ніякої участі в слідстві, підсумкова розгадка злочину належить саме йому. А всі необхідні відомості він одержує від свого молодшого друга Коліна Лемба, що, як видно, є сином його померлого приятеля суперінтенданта Баттла (учасник п'яти романів А. Крісті, написаних з 1925 по 1944 г.).

## Критика
Роман отримав не дуже схвальні відгуки від критиків. На думку Моріса Річардсона, журналіста  британської газети «The Observer», детектив не такий захопливий, як зазвичай. За словами літературного критика Ентоні Берклі Кокса, історія з «Годинниками» достатньо банальна, що не дуже схоже на Агату Крісті.

## Цікаві факти
- Особливістю роману є те, що це, імовірно, єдиний твір Агати Крісті, де до самої розв'язки невідомо, ким же був убитий, у зв'язку із чим слідство не може відштовхуватися від оцінки особистості жертви, як це відбувається майже у всіх романах А. Крісті.
- Назва роману пов'язана з однією із загадкових обставин злочину: шістьома годинниками, що перебували у кімнаті, де було знайдено тіло вбитого, четверо з яких зупинились о 4:13, хоча насправді було близько третьої години.

## Екранізація
За мотивами роману у 2011 році режисером Чарльзом Палмером був знятий один з епізодів 12 сезону серіалу «Пуаро Агати Крісті». 